# Acholeplasma pleciae
Acholeplasma pleciae è una specie di batterio appartenente alla famiglia delle Acholeplasmataceae.